# Malika Tahir
Pour les articles homonymes, voir Tahir.
Malika Tahir, née le 1er avril 1976, est une patineuse artistique française. Elle est médaillée de bronze aux championnats de France 1996.

## Biographie

### Carrière sportive
Malika Tahir a participé à six championnats de France élites entre 1993 et 1998. Son meilleur classement est une 3e place en 1996 à Albertville, derrière ses compatriotes Surya Bonaly et Véronique Fleury.
Elle a représenté la France à deux grands championnats internationaux : les mondiaux juniors de 1994 à Colorado Springs (12e) et les championnats européens de 1995 à Dortmund (23e). Elle n'est jamais sélectionnée par la fédération française des sports de glace pour participer aux mondiaux seniors et aux Jeux olympiques d'hiver.
Elle quitte les compétitions sportives après les championnats nationaux 1998.

### Reconversion
Malika Tahir commence une carrière d'entraîneur. Elle est basée à Reims. Au cours de sa carrière, elle entraîne notamment Lorine Schild.

## Palmarès
| Compétition                   | 1993    | 1994    | 1995    | 1996    | 1997    | 1998    |  |  |  |  |  |  |  |  |
| Jeux olympiques d'hiver       |         |         |         |         |         |         |  |  |  |  |  |  |  |  |
| Championnats du monde         |         |         |         |         |         |         |  |  |  |  |  |  |  |  |
| Championnats d’Europe         |         |         | 23e     |         |         |         |  |  |  |  |  |  |  |  |
| Championnats de France        | 9e      | 8e      | 4e      | 3e      | 7e      | 7e      |  |  |  |  |  |  |  |  |
| Championnats du monde juniors |         | 12e     |         |         |         |         |  |  |  |  |  |  |  |  |
|                               |         |         |         |         |         |         |  |  |  |  |  |  |  |  |
| Grand Prix ISU                | 1992/93 | 1993/94 | 1994/95 | 1995/96 | 1996/97 | 1997/98 |  |  |  |  |  |  |  |  |
| Coupe d'Allemagne             |         |         | 10e     | 9e      |         |         |  |  |  |  |  |  |  |  |
|                               |         |         |         |         |         |         |  |  |  |  |  |  |  |  |